# Baldo (nome)
Baldo  è un nome proprio di persona italiano maschile.

## Varianti
- Maschili
  - Alterati: Baldino[1][2][4], Balduccio[2][4]
- Femminili: Balda[2][4]
  - Alterati: Baldina[1][2][4], Balduccia[2]

## Origine e diffusione
Si tratta di una forma abbreviata, attestata già durante il Medioevo, di altri nomi quali Baldovino, Tebaldo, Arcibaldo, Garibaldo, Rambaldo; si tratta in massima parte di nomi germanici contenenti la radice bald, che significa ("audace", "valoroso", "coraggioso") oppure, più raramente, wald ("dominare", nel qual caso sarebbe sostanzialmente una variante di Valdo), e in qualche caso può abbreviare anche nomi di origine non germanica, come Baldassarre.
Un nome singolo basato su tale radice germanica era già usato tra le popolazioni germaniche, ed è documentato in forme maschili, quali Bald, Baldo, Pald, Paldo e Beltho, e femminili, Balda e Palda, 
Attestato perlopiù al maschile e di scarsa diffusione, è accentrato maggiormente in Toscana. Dal nome sono derivati anche svariati cognomi, come Baldi e Baldini, nonché Baudo (siciliano) e Boldi (lombardo).

## Onomastico
Con questo nome si ricordano san Baudino, detto anche Baldo, vescovo di Tours, il 7 novembre, e san Baldo, penitente di Sens, il 15 settembre. Alcune fonti riportano anche un san Baldo martire in Gallia, patrono dei figli adottivi, in data non precisata. Per quanto riguarda il femminile, una santa Balda, badessa a Jouarre, è ricordata il 9 dicembre.

## Persone

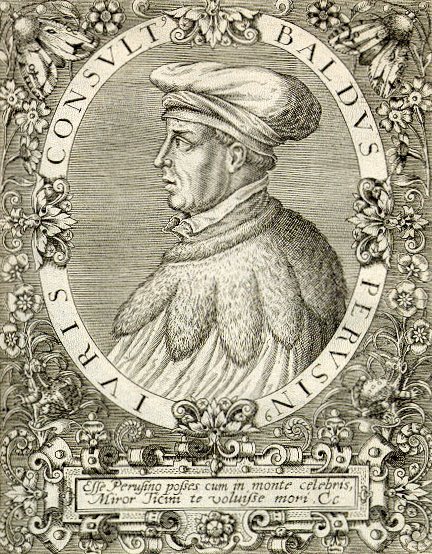
Baldo da Perugia

- Baldo, poeta in lingua latina del XII o XIII secolo
- Baldo Angelo Abati, biologo, medico e fisico italiano
- Baldo d'Agugliano, magistrato italiano
- Baldaccio d'Anghiari, condottiero italiano
- Baldo Baldi, schermidore italiano
- Baldo de' Bonafarii, politico e diplomatico italiano
- Baldo degli Ubaldi, giurista italiano
- Baldo di Gregorio, calciatore tedesco
- Baldo Farrattini, vescovo cattolico italiano
- Baldo Giacalone, allenatore di pallacanestro italiano
- Baldo Rossi, medico e politico italiano
- Baldo Rossi, musicista italiano

## Il nome nelle arti
- Baldo è il sergente delle Giubbe Rosse ideato da Luciano Bottaro per i suoi fumetti.
- Baldo è un personaggio della serie Pokémon.
- Baldo l'allegro castoro è un personaggio della serie a fumetti PK.